# 第14號交響曲 (蕭士塔高維奇)
第14號交響曲，作品135，是俄國作曲家德米特里·德米特里耶维奇·肖斯塔科维奇的音樂作品，完成於1969年，是一首充滿陰暗色彩的作品。蕭士達高維契將作品獻給晚年結識的好友，英國作曲家本杰明·布里顿，布烈頓亦於1970年為此曲作英國首演。
雖然不少音樂評論將這首交響曲和作曲家7年前所寫的《第13號交響曲》視為同一組作品（因為兩首交響曲都使用了人聲），但《第14號交響曲》不僅和《第13號交響曲》風格迥異，與蕭士達高維契的其他交響曲相比也有很多獨特之處。
首先，《第14號交響曲》是唯一一首不註明調性的交響曲，比如調性亦不明顯的《第15號交響曲》被冠以「A大調」之名，《第14號交響曲》則刻意不註明調性。其次，本交響曲共有11個樂章，數量最多，而配器和所需人數卻是最少的。全曲只需要24名樂手：19名絃樂手、3名敲擊樂手和2名獨唱，規模上和一般室内樂的規模相近。最後，與其說這是一首交響曲，稱之為一套「聯篇歌曲」作品可能更為合適（類似於古斯塔夫·馬勒的《大地之歌》及數套管絃樂聯篇歌曲集）。每個樂章均配合一首詩篇，共11首，選自4位不同的作家。大部份的詩篇都是環繞「死亡」主題（特別是早逝和非正常去世的題裁）。所有詩篇都是以俄語寫成，但由於費德里戈·加西亞·洛爾卡是西班牙人，紀堯姆·阿波利奈爾是法國人，萊納·瑪利亞·里爾克則是德國人，因此本曲共有三個演繹版本：全俄語、全德語、以及一個按照作者國籍使用相關語言的版本。

## 背景
《第14號交響曲》和穆索尔斯基《死之歌舞》、布里顿《戰爭安魂曲》兩首作品有著相當關連。蕭士達高維契完成《第13號交響曲》後，著手為穆索斯基的作品配管絃樂版本，同時聽到布烈頓《戰爭安魂曲》后對之非常欣賞，因此「死亡」便成了新一首交響曲的主題。加之作者身體變差（曾經跌斷了腳，抽煙過度），經歷了許多政治風浪（革命、二戰、斯大林的統治、大清洗等），令他有感死亡就在身邊。這首交響曲巧妙地藉詩歌描寫死神，並以此延伸為對於暴政和迫害的控訴，刻意選用了不同時代、地區、作曲家的控訴詩作。
蕭士達高維契雖然對死亡有全然的體會，但是樂曲的淒迷中，仍流露著濃烈的生之欲望。他曾說：
|  | 雖然生命可能是悲慘的，但在你死去之時，一切都會歸於平靜，並且可以期待在另一個世界中完全和平。 |

在他的回憶錄《证言》中亦提及這首交響曲的背後意義：
|  | 對死亡作出抗議，是何等愚蠢的事情，但是對於因暴力而所引致的死亡，你便需要走出來作出抗議。人類因疾病或飢餓而失去生命，固然是一件壞事，但當一個人被另一個人所殺害時，這情況比先前的更為差劣。 |

## 配器
- 獨唱：女高音、男低音
- 敲擊樂器（需要3名）：梆子、樂鞭、響板、3筒鼓、木琴、管钟、顫音琴、鋼片琴
- 絃樂器：10小提琴（採取不同的分組）、4中提琴、3大提琴、2低音提琴

一般管絃樂曲中所使用的敲擊樂器，如定音鼓、大鼓、鈸和三角鐵等，在此曲中都未使用。

## 樂章
全曲11個樂章如下：
1. 緩板（Adagio）：「深沉的哀慟（De profundis）」（洛爾卡）
男低音、絃樂，3/4為主
以素歌「末日經」的動機所寫成的樂段。
2. 小快板（Allegretto）：「馬拉奎納舞曲（Malagueña）」（洛爾卡）
女高音、絃樂、響板、(樂鞭)，3/4、4/4及3/8為主
女高音在小提琴和大提琴、低音提琴的互相對應下，唱出具有壓逼感的內容，樂段結尾加入響板的急速節奏，令氣氛更為緊湊。二下樂鞭將整個音樂打斷，並直接進入下一段。
3. 持續的快板（Allegro molto）：「罗蕾莱（Loreley）」（阿波利奈爾）
女高音、男低音、絃樂、樂鞭、木琴、梆子、管鐘、顫音琴，6/8、9/8及5/8為主
大提琴的獨奏帶出女高音朗誦般的歌詞，男低音在木琴的伴奏下作出回應。女高音亦在絃樂團的襯托下繼續她的訴說，兩個獨唱互相交替。經過中提琴簡短的獨奏過場後，女高音和鋼片琴帶出稍為憂傷的歌詞（3/4，3/2節奏），但很快又回復開始的緊張氣氛。兩下管鐘的B♭又將速度減慢，女高音唱出帶哀求性的內容，男低音亦作出附和。最後一段大提琴的獨奏緊接著下一個樂章。
4. 緩板（Adagio）：「自殺（Le Suicidé）」（阿波利奈爾）
女高音、絃樂、鋼片琴、木琴、管鐘，6/8、9/8
大提琴的引子下，女高音訴說三朵大百合花放在她的墓上的情境，這部份只由中、低音聲部和鋼片琴的間奏為主。小提琴和木琴的加入將氣氛扭轉，女高音以恐懼地唱出鮮血如泉水般從傷口中流出，突然兩下管鐘的B♭再次響起時，女高音回復絕望的語氣指出這是百合花的恐懼。首段的內容再次奏起，但改以低音提琴作獨奏，最後在管鐘聲中安靜結束。
5. 小快板（Allegretto）：「當心呀！（On Watch!）」（阿波利奈爾）
女高音、絃樂、木琴、筒鼓、梆子、樂鞭，2/4
其中一首較明顯旋律線條的樂段，木琴獨奏代表年輕的士兵；筒鼓代表敵方的炮火；女高音唱出士兵在戰壕中戰死，臨死前幻想自己死亡的地方四周是美麗的景色，並且希望能讓自己的容貌打扮得美麗一點才逝去的遐想。中段有中提琴的獨奏樂段，結尾是絃樂短小而帶慘痛的下行樂句，並直接帶入下一段。
6. 緩板（Adagio）：「夫人，請看！（Madam, look!）」（阿波利奈爾）
女高音、男低音、絃樂、木琴，2/4為主
在絃樂的長音下，男低音唱出簡短的引子「夫人，請看，你遺了些東西」，女高音回應說：「啊，是我的心」，及後唱出回應上一樂段的內容，指他的心現遺留於戰走上，並對自己的行為加以自嘲，因此中段出現了一段頗長的哈哈笑聲。木琴的三個音動機回應，像是戰死的士兵靈魂仍留在戰壕中，並延續至下一樂段。
7. 緩板（Adagio）：「在拉桑特監獄（A la Santé）」（阿波利奈爾）
男低音、絃樂、梆子，3/4、4/4、3/2、2/4交替節奏；中段12/8
作曲家在這個樂章中，使用了十二音技法，然而他亦巧妙地將音符重新排列後，令到聽眾不容易察覺（雖然當時蘇聯的文化領域已相對較開放，但十二音列在當時仍視為西方資本主義思想的產物，官方對此類創作甚有保留）。
大提琴及低音提琴引子後，男低音唱出詩人自己將要囚進監獄的心情。他告別了外面的世界，質問上天為何要他受這麼的痛苦，對於不知將來的情況，以及將長伴他的困房，有的只是無奈。中段是絃樂弓背擊（col legno）和梆子的器樂段，表達出冰冷的監倉景況。
8. 快板（Allegro）：「哥薩克先鋒隊給君士坦丁堡蘇丹的回信（Réponse des Cosaques Zaporogues au Sultan de Constantinople）」（阿波利奈爾）
男低音、絃樂，4/4為主
短小的樂章，但歌詞內容充滿控訴，絃樂以大量不協調的和絃，表達出獨裁者的殘暴屠殺無辜人民深感憤恨。末段在低音部的旋律中，十支小提琴以相距半音奏出半音集群（semitones cluster），營造出極度不安和混亂的意境。突然的全體停頓直接帶入下一樂段。
9. 行板（Andante）：「喔，德維克，德維克！（O, Del'vig, Del'vig!）」（邱赫尔贝克（英语：Wilhelm Küchelbecker））
男低音、絃樂，3/4、4/4及5/4的複合節奏
同樣是一首短小而充滿哀嘆的歌曲，亦是全曲另一首較具旋律性的樂段。以大提琴獨奏為中心，男低音唱出詩人對俄國另一位詩人德维克（1798－1831年）的懷念。他因為反對當時沙皇尼古拉一世的統治，於1825年被補並被放逐至西伯利亞，最後死在該處。
10. 慢板（Largo）：「詩人之死（Der Tod des Dichters）」（里爾克）
女高音、絃樂、顫音琴，3/4、4/4為主
第一樂段的旋律為素材，但女高音所唱出的旋律和男低音第一段時略有不同，全曲氣氛同樣霾漫著寂靜和陰暗，中提琴斷續而弱奏的樂句，引進下一樂章。
11. 中板（Moderato）：「結語（Schlußstück）」（里爾克）
女高音、男低音、絃樂、梆子、響板、高音筒鼓，9/8、6/8為主
梆子、響板加上絃樂撥絃下，兩位獨唱者唱出最後的結語：「死亡是偉大的，因為我們都屬於它。我們開口大笑，因我們相信自己已在生命的關懷中。它敢為我們而哭泣。」樂隊聲量漸漸加大，最後絃樂在由慢至快、細聲至最大聲的奏出不協調的和絃下結束。

## 外部連結
- 肖斯塔科维奇《第14號交響曲》詩篇文本 （页面存档备份，存于）